# میزونو تاداشیگه

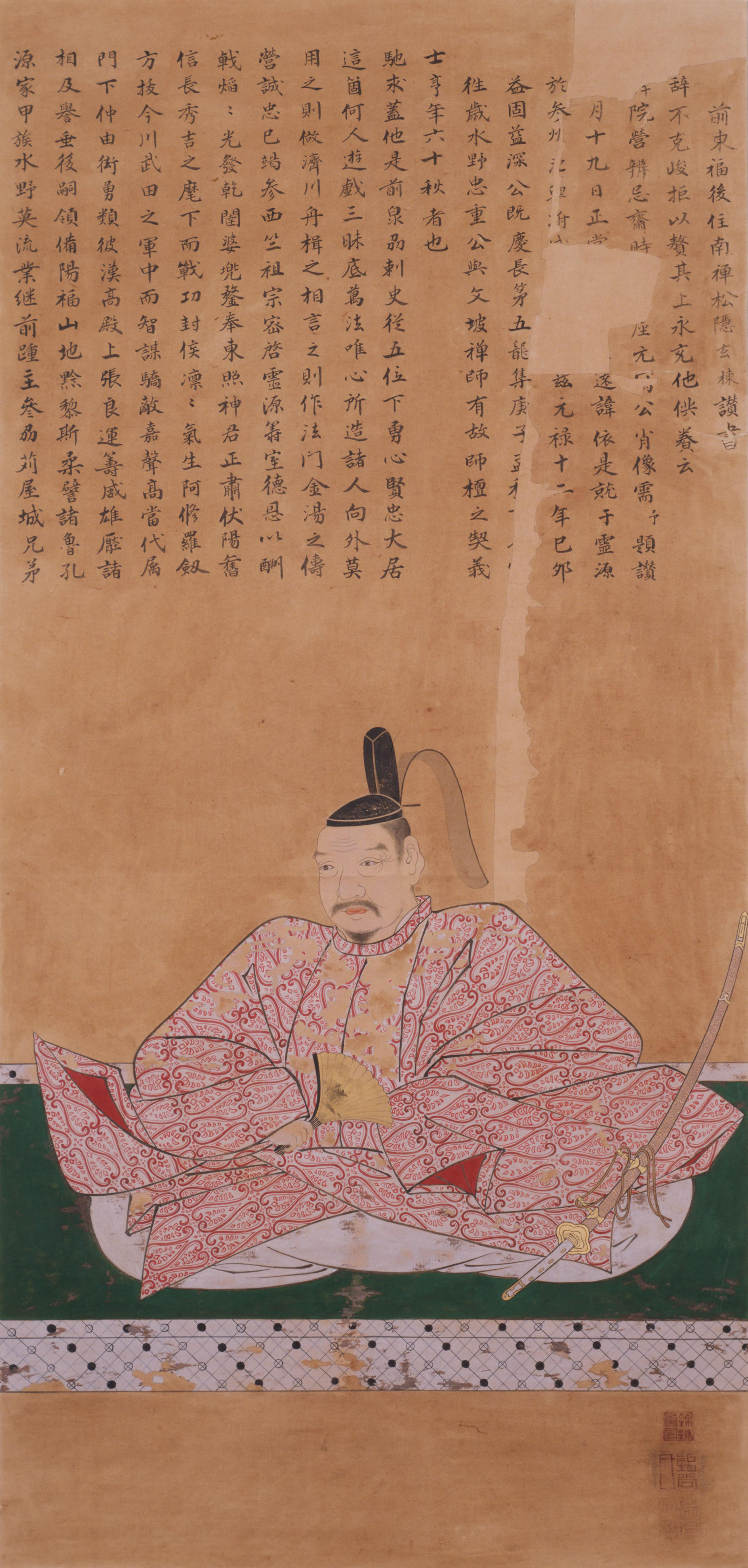
میزونو تاداشیگه

میزونو تاداشیگه (به ژاپنی: 水野 忠重 Mizuno Tadashige) (۱۵۴۱ – ۲۷ آگوست، ۱۶۰۰) یک سامورایی در خدمت خاندان توکوگاوا در دوره آزوچی–مومویاما بود. نهمین پسر میزونو تاداماسا (پدربزرگ توکوگاوا ایه‌یاسو) بود.
او در سال ۱۵۷۲ در نبرد میکاتاگاهارا شرکت کرد؛ و در نبرد سکیگاهارا (۱۶۰۰) کشته شد.